# オーバートルバッハ
オーバートルバッハ (ドイツ語: Obertrubach) は、ドイツ連邦共和国バイエルン州フォルヒハイム郡（オーバーフランケン行政管区）に属す町村（以下、本項では便宜上「町」と記述する）。

## 地理

### 位置
この町は、フレンキシェ・シュヴァイツ＝フェルデンシュタインの森自然公園内に位置し、周辺の他の町とともにフレンキシェ・シュヴァイツの行楽の拠点となっている。

### 自治体の構成
この町は、公式には16の地区 (Ort) からなる。このうち孤立農場などを除く集落を以下に列記する。
| - ベルンフェルス - デルフレス - ゲシュヴァント - ヘルツォークヴィント - フンツドルフ | - リンデン - ノイドルフ - オーバートルバッハ - ウンタートルバッハ - ヴォルフスベルク |

### 町村合併
1971年、それまで独立した自治体であったヴォルフスベルク（ウンタートルバッハ、デルフレス、ゾルク、フンツドルフを含む）がオーバートルバッハに合併した。1978年5月1日にベルンフェルス（ガルゲンベルクを含む）とゲシュヴァント（リンデンを含む）

## 歴史
オーバートルバッハの歴史を研究するのは容易なことではない。記録、史料、或いはその他の文書や遺品はずっと新しいものばかりである。文献上最初に言及されるのは、1007年、バンベルク司教領の創設に関連したものである。皇帝ハインリヒ2世は1007年11月1日に、ラデンツガウに位置したフォルヒハイム王領　(Volchheim = Forchheim) に周辺の従属する村を加え、新しい司教領とした。Truobaha（トルバッハ）やTuoisubrunno（ツイスブルン）などである。これより前の時代（カール大帝の時代後）については、ほんのわずかな資料しか遺されていない。794年のTrobachとHerzewin（ヘルツォークヴィント）に関する話題が一度だけ登場する。
オーバートルバッハは1000年を越える歴史を有している。

## 行政

### 議会
オーバートルバッハ議会は、首長を含む14議席で構成される。

## 宗教
オーバートルバッハはカトリックのオーバートルバッハ聖ラウレンティウス教区に属す。同名の教会が聖エリーザベト教会の向かいに建っている。オーバートルバッハ教区は、以下の分教区を持つ。
- ベルンフェルス雪の聖母分教区
- ゲシュヴァント聖母被昇天分教区
- ウンタートルバッハ聖フェリチタス分教区

## 文化と見所

### 城
- ヴォルフスベルク城址
- ベルンフェルス城址

### 教会
- オーバートルバッハ聖ラウレンティウス教区教会
- ウンタートルバッハ聖フェリチタス分教会
- ベルンフェルス雪の聖母分教会
- ゲシュヴァント聖母被昇天分教会

### 自然
- トルバッハ渓谷のクライミング斜面
- フランケンヴェグ（全長520kmにも及ぶ長距離遊歩道）

## 交通
オーバートルバッハは、連邦道B2号沿いに位置し、連邦アウトバーンA9号にもアクセス可能である。

## 紋章
図柄：金地で、下部に銀の三峰の山。その上に2つの塔を持つ黒い城跡。さらにその上に赤い舌を持つ黒いオオカミの頭部。